# SS A29
SS A29  är en spårvagnsmodell som tillverkades av Hägglund & Söner och ASEA mellan 1954-55 för Stockholms Spårvägar. Det tillverkades 30 vagnar och de var de sista spårvagnarna som tillverkades innan avvecklingen av spårvagnarna i Stockholm under 1960-talet. För att minska tillverkningskostnaden återanvänds flera delar av från A11-spårvagnarna.

## Vagnar

### Vagn 170
Vagn 170 tillhör Spårvägsmuseet i Stockholm och används av Djurgårdslinjen sedan 2015.

## Galleri

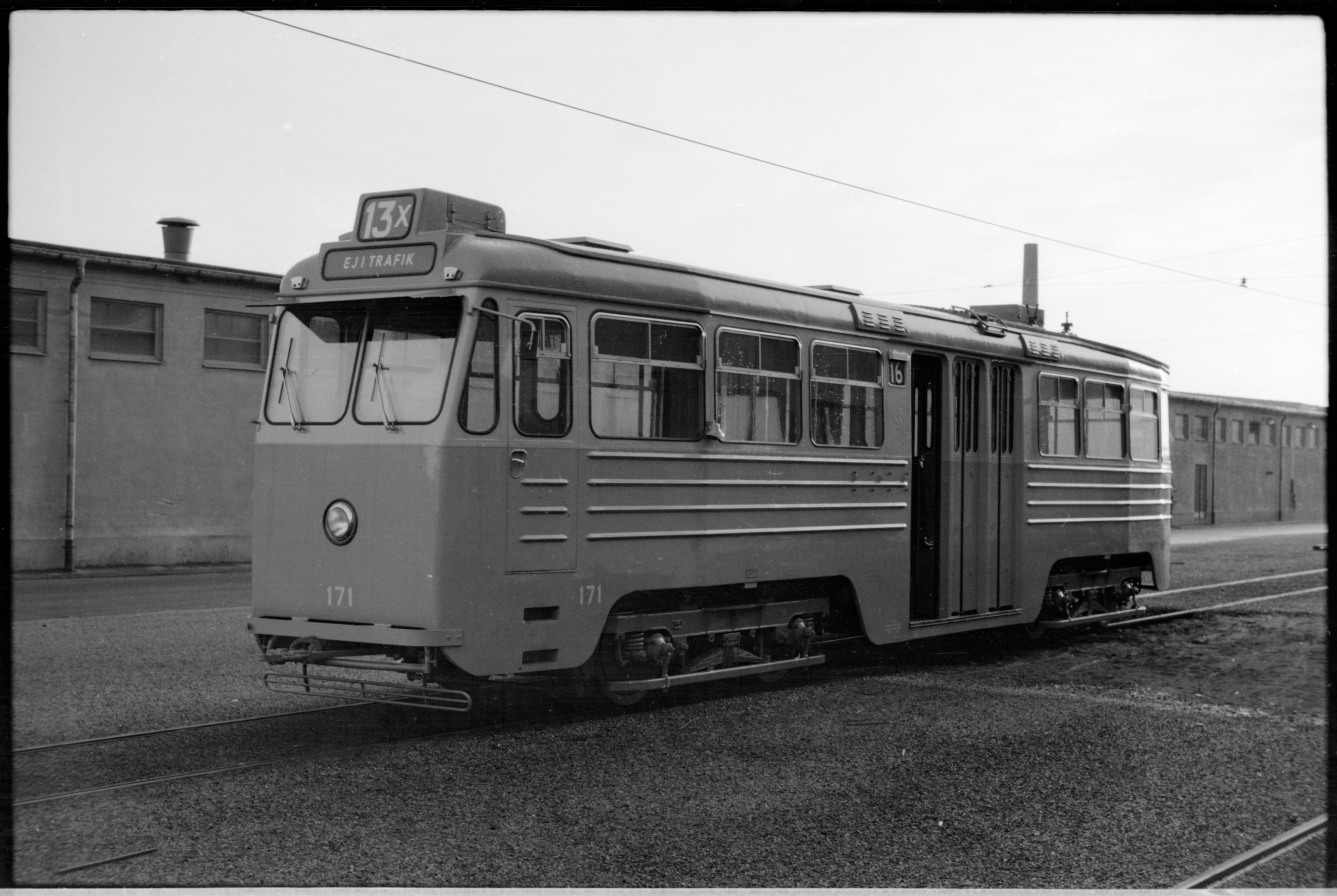
Vagn 171 utanför spårvagnshallen 1955.
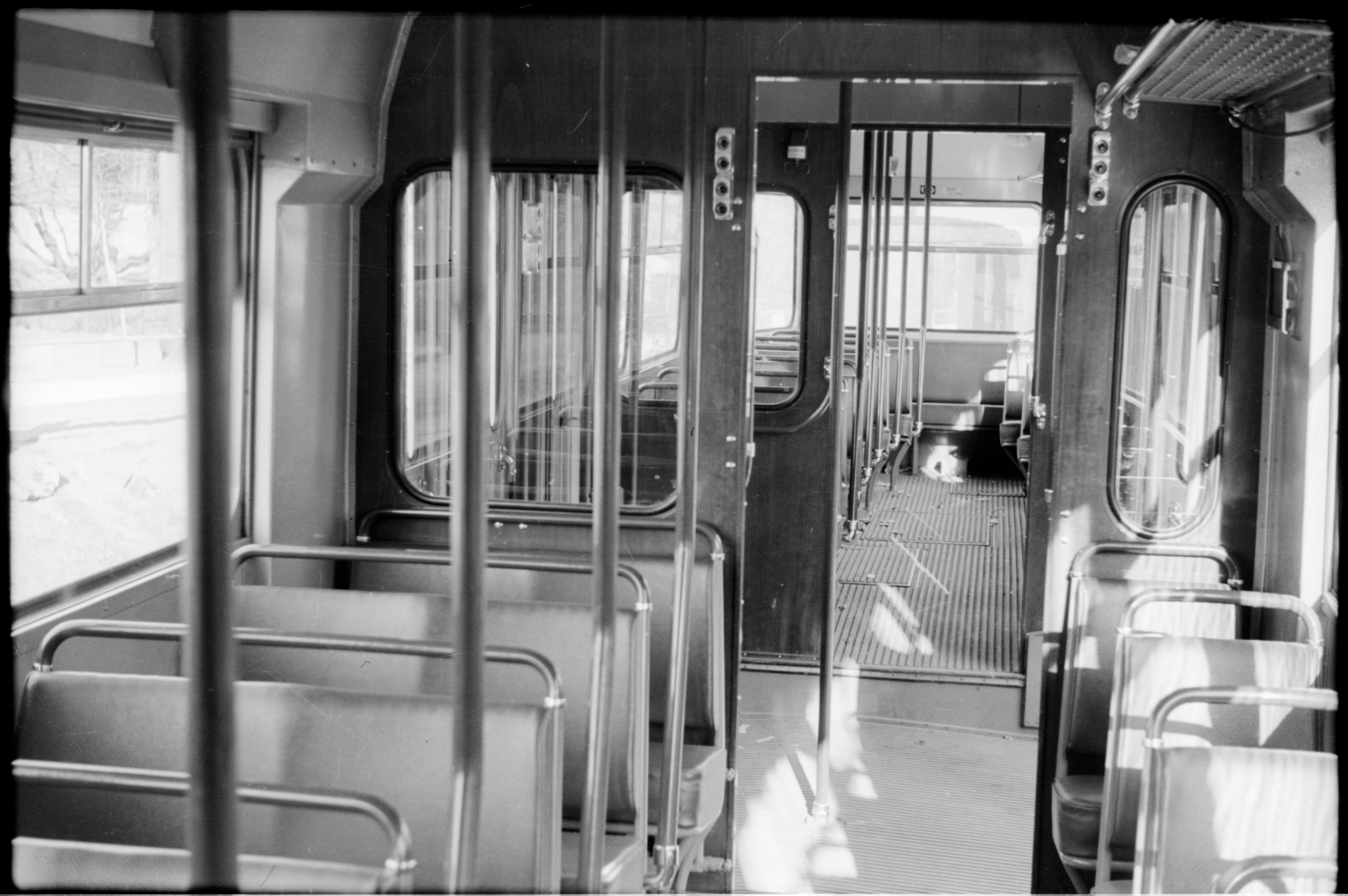
Interiör av spårvagnsmodellen år 1955.